# 場所的論理と呼応の原理
『場所的論理と呼応の原理』（ばしょてきりろんとこおうのげんり）は、日本の哲学者である高山岩男が著した哲学書。1951年刊行。「呼応の理論」や「呼応の原理」とも云われる。

## 特徴
京都学派四天王と呼ばれる哲学者高山岩男が、自身の哲学の根本原理を確立したとされる。1951年に弘文堂より刊行。1976年創文社により改訂再刊。
1951年3月に師である田邊元に刊行した書籍を送ったところ、田邊元は早速これを読み返礼の『田邊書簡』にて批判した（呼応の原理は宗教の超越性について説明できない点等への批判。一部分では田邊元の「種の論理」と高山岩男の「呼応の理論」は一致した。）とされている。

## 書誌情報
- 『場所的論理と呼応の原理』弘文堂、1951年
- 『場所的論理と呼応の原理』創文社、1976年